# Broadway’s Like That
Broadway’s Like That (deutsch So ist der Broadway) ist ein US-amerikanischer Kurzfilm von 1929 unter der Regie von Arthur Hurley. Die Hauptrollen sind besetzt mit Ruth Etting, Joan Blondell, Humphrey Bogart und Mary Philips. 

## Inhalt
Die junge Ruth arbeitet in einem Musikgeschäft am Broadway. In einen ihrer Kunden verliebt sie sich. Auch ihm gefällt die junge Frau und nach einiger Zeit verlobt man sich. Als die Heirat kurz bevorsteht, glaubt Ruth ihren Ohren kaum trauen zu können, als ihr Verlobter ihr ausgerechnet am Vorabend der Hochzeit unter fadenscheinigen Begründungen erklärt, dass diese bis auf Weiteres verschoben werden müsse. Es ist nicht das erste Mal, dass er Auswege sucht, um den Termin verschieben zu können. 
Es ist der Silvesterabend und Ruth macht sich gerade für die am Abend stattfindende Party zurecht, als ihr eine Besucherin gemeldet wird. Die Frau, die ihr dann gegenübersteht redet nicht lange um den heißen Brei herum. Sie konfrontiert Ruth damit, dass sie Burlesque-Tänzerin sei und die Frau des Mannes, den Ruth demnächst heiraten wolle.

## Produktion, Veröffentlichung
Produziert wurde der Film von Warner Bros. Gedreht wurde in den Vitaphone Studios (Vitaphone Nr. 960) in Brooklyn, New York City. Zu Ruth Ettings Liedern im Film gehören die Songs From the Bottom of My Heart und Right Kind of Man von Louis Wolfe Gilbert und Abel Baer. Bogart und Mary Philips waren zu der Zeit, als der Film entstand, miteinander verheiratet.
Der Film wurde in den Vereinigten Staaten erstmals im Dezember 1929 veröffentlicht.

## Über den Film
Der Vitaphone-Soundtrack zum Film ist verloren gegangen, erhalten geblieben ist lediglich ein Tonabdruck des Films, der 1963 durch eine Fernsehsyndication wiederentdeckt wurde. Ein Großteil des Films ist allerdings verloren gegangen. Erhalten geblieben ist das Fragment eines Video zu diesem Kurzfilm, das auf der DVD Love Me or Leave Me enthalten ist, der über das Leben von Ruth Etting gedreht wurde. Einige Fragmente des Films gibt es zudem in dem Warner-Kurzfilm The Hollywood Shorts Story sowie in der Dokumentation Bacall on Bogart.